# Milan Poštolka
Milan Poštolka (29. září 1932, Praha – 14. prosince 1993, Praha) byl český hudební teoretik. Specializoval se na dílo klasicistních skladatelů, zejména Leopolda Koželuha a Josepha Haydna.

## Činnost
Studoval u profesorů Mirka Očadlíka a Antonína Sychry na Ústavu hudební vědy Filosofické fakulty Univerzity Karlovy. Roku 1956 absolvoval a roku 1966 získal vědecký titul CSc., o rok později také akademický titul Ph.D. za svou práci Život a dílo Leopolda Koželuha.
Od roku 1958 působil jako pracovník hudebního oddělení pražského Národního muzea, ČSAV a v letech 1966-1979 přednášel na Ústavu hudební vědy FFUK dějiny hudby 17. a 18. století.
Byl také korespondentem zahraničních muzikologických publikací a autorem slovníkových hesel. Pro svůj politický postoj byl pronásledován komunistickými úřady a nakonec bylo mu zakázáno přednášet.
Mezi jeho pozdější žáky patří např. britský dirigent Christopher Hogwood.

## Publikace
- Leopold Koželuh, život a dílo (Státní hudební vydavatelství, Praha 1964)
- Česká hudba 17. a 18. století (ČSAV, 1972–1986)
- Mladý Joseph Haydn. Jeho vývoj ke klasickému slohu (Panton, Praha, 1988)